# اورلاپوو
اورلاپوو (به لاتین: Urlapovo) یک منطقهٔ مسکونی در روسیه است که در سرزمین آلتای واقع شده‌است.